# Мунк, Кирстен
Кирстен Мунк (дат. Kirsten Munk; 6 июля 1598[…] — 19 апреля 1658[…], Замок Боллер, Центральная Ютландия) — вторая, морганатическая супруга датского короля Кристиана IV, графиня Шлезвиг-Гольштейнская.

## Биография
Родителями Кирстен были Людвиг Мунк и Эллен Марсвин, представители дворянского сословия. В 1615 году её присваивается титул графини Шлезвиг-Гольштейна. В том же году она становится второй (морганатической) супругой короля Дании и Норвегии Кристиана IV. В этом браке Кирстен родила 12 детей, из которых восьмеро достигли совершеннолетия.
Кирстен Мунк была умной и весьма образованной женщиной, отличалась независимым характером. В 1626 году начинается её сближение, а затем и более тесная связь с графом Людвигом цу Зальмом. В связи с этим её отношения с королём ухудшились настолько, что в 1630 году молодая женщина была вынуждена покинуть датский двор и в дальнейшем проживала в своих поместьях в Розенвольде и Боллере практически под домашним арестом.
Пять дочерей Кирстен Мунк со временем вышли замуж за влиятельных датских аристократов, членов Королевского совета. После смерти короля Кристиана IV эта «партия зятьёв» вплоть до 1651 года управляла политикой Датского королевства.

## Дети
- Анна Кристина (10 августа 1618, Фредериксборг — 20 августа 1633), замужем за Франдсом Рантцау
- София Елизавета (20 сентября 1619, Сканнерборг — 29 апреля 1657), замужем за дипломатом Кристианом фон Пентцем (1600—1651)
- Леонора Кристина (8 июля 1621, Фредериксборг — 16 марта 1698, монастырь Марибо), замужем за Корфицем Ульфельдом
- Вальдемар Кристиан (1622, Фредериксборг — 26 февраля 1656, Любин), герцог Шлезвиг-Гольштейна
- Елизавета Августа (28 декабря 1623, Кронборг — 9 августа 1677), замужем за Иоганном Линденов
- Фридрих Кристиан (26 апреля 1625 — 17 июля 1627)
- Кристиана (15 июля 1626, Хадерслев — 6 мая 1670), замужем за Ганнибалом фон Сегерстет
- Хедвиг (15 июля 1626, Хадерслев — 5 октября 1678, Кристианстад), замужем за Эббе Ольфельдом
- Мария Катарина (29 мая 1628 — 1 сентября 1628)
- Доротея Елизавета (1 сентября 1629, Кронборг — 18 марта 1687, августинский монастырь, Кёльн) — последний ребёнок рождён был не от короля Кристиана IV